# Danh sách đĩa nhạc của Fun
Danh sách đĩa nhạc của ban nhạc indie pop Mỹ Fun. bao gồm 2 album phòng thu, 1 album trực tiếp, 11 đĩa đơn và 7 video ca nhạc.
Đĩa đơn "We Are Young" giúp Fun trở nên nổi tiếng thế giới khi đứng nhất tại bảng xếp hạng âm nhạc danh giá Billboard Hot 100 của Hoa Kỳ.

## Album

### Album phòng thu
| Tên                                                                      | Chi tiết album                                                                                         | Vị trí cao nhất trên bảng xếp hạng | Vị trí cao nhất trên bảng xếp hạng | Vị trí cao nhất trên bảng xếp hạng | Vị trí cao nhất trên bảng xếp hạng | Vị trí cao nhất trên bảng xếp hạng | Vị trí cao nhất trên bảng xếp hạng | Vị trí cao nhất trên bảng xếp hạng | Vị trí cao nhất trên bảng xếp hạng | Vị trí cao nhất trên bảng xếp hạng | Vị trí cao nhất trên bảng xếp hạng | Vị trí cao nhất trên bảng xếp hạng | Lượng bán hàng  | Chứng nhận                                                                                            |
| Tên                                                                      | Chi tiết album                                                                                         | Mỹ                                 | Mỹ Alt.                            | Mỹ Rock                            | Úc                                 | Áo                                 | Canada                             | Pháp                               | Ireland                            | New Zealand                        | Thụy Điển                          | Anh                                | Lượng bán hàng  | Chứng nhận                                                                                            |
| ------------------------------------------------------------------------ | --- | ---------------------------------- | ---------------------------------- | ---------------------------------- | ---------------------------------- | ---------------------------------- | ---------------------------------- | ---------------------------------- | ---------------------------------- | ---------------------------------- | ---------------------------------- | ---------------------------------- | --------------- | --- |
| Aim and Ignite                                                           | - Phát hành: 25 tháng 8 năm 2009 (US) - Hãng đĩa: Nettwerk - Formats: CD, LP, tải kỹ thuật số          | 71                                 | 20                                 | 23                                 | —                                  | —                                  | —                                  | —                                  | —                                  | —                                  | —                                  | —                                  |                 | |
| Some Nights                                                              | - Phát hành: 21 tháng 2 năm 2012 (US) - Hãng đĩa: Fueled by Ramen - Định dạng: CD, LP, tải kỹ thuật số | 3                                  | 1                                  | 1                                  | 2                                  | 11                                 | 5                                  | 37                                 | 8                                  | 3                                  | 36                                 | 4                                  | - Mỹ: 1,145,000 | - Mỹ: Bạch kim - Úc: Bạch kim - Anh: Bạch kim - Canada: Bạch kim - New Zealand: Bạch kim - Pháp: Vàng |
| "—" Album không được xếp hạng hoặc không được phát hành tại quốc gia đó. | |                                    |                                    |                                    |                                    |                                    |                                    |                                    |                                    |                                    |                                    |                                    |                 | |

### Album thu trực tiếp
| Album                     | Chi tiết album                                                                         |
| ------------------------- | -------------------------------------------------------------------------------------- |
| Fun. Live at Fingerprints | - Phát hành: 12 tháng 4 năm 2010 - Hãng đĩa: Nettwerk - Định dạng: CD, tải kĩ thuật số |

## Đĩa đơn
| Năm                                                                               | Đĩa đơn | Vị trí xếp hạng cao nhất | Vị trí xếp hạng cao nhất | Vị trí xếp hạng cao nhất | Vị trí xếp hạng cao nhất | Vị trí xếp hạng cao nhất | Vị trí xếp hạng cao nhất | Vị trí xếp hạng cao nhất | Vị trí xếp hạng cao nhất | Vị trí xếp hạng cao nhất | Vị trí xếp hạng cao nhất | Chứng nhận (theo doanh số) | Album                 |
| Năm                                                                               | Đĩa đơn | Mỹ                       | Mỹ Alt.                  | Mỹ Rock                  | Úc                       | Áo                       | Canada                   | Ireland                  | Ý                        | New Zealand              | Anh                      | Chứng nhận (theo doanh số) | Album                 |
| --------------------------------------------------------------------------------- | ------- | ------------------------ | ------------------------ | ------------------------ | ------------------------ | ------------------------ | ------------------------ | ------------------------ | ------------------------ | ------------------------ | ------------------------ | --- | --------------------- |
| "At Least I'm Not as Sad (As I Used to Be)"                                       | 2009    | —                        | —                        | —                        | —                        | —                        | —                        | —                        | —                        | —                        | —                        | | Aim and Ignite        |
| "All the Pretty Girls"                                                            | 2009    | —                        | —                        | —                        | —                        | —                        | —                        | —                        | —                        | —                        | —                        | | Aim and Ignite        |
| "Believe in Me"                                                                   | 2010    | —                        | —                        | —                        | —                        | —                        | —                        | —                        | —                        | —                        | —                        | | A Winter's Night 2011 |
| "Walking the Dog"                                                                 | 2010    | —                        | —                        | —                        | —                        | —                        | —                        | —                        | —                        | —                        | —                        | | Aim and Ignite        |
| "C'mon" (với Panic! at the Disco)                                                 | 2011    | —                        | —                        | —                        | —                        | —                        | —                        | —                        | —                        | —                        | —                        | | Đĩa đơn không album   |
| "We Are Young" (hợp tác với Janelle Monáe)                                        | 2011    | 1                        | 1                        | 1                        | 1                        | 1                        | 1                        | 1                        | 2                        | 2                        | 1                        | - Mỹ: 5× Bạch kim - Úc: 5× Bạch kim - IFPI AUT: Bạch kim - Anh: Bạch kim - Canada: 7× Bạch kim - Ý: 2× Bạch kim - New Zealand: 2× Bạch kim - Pháp: Bạch kim | Some Nights           |
| "Some Nights"                                                                     | 2012    | 3                        | 1                        | 1                        | 1                        | 6                        | 4                        | 6                        | 9                        | 1                        | 7                        | - Mỹ: 4× Bạch kim - Úc: 5× Bạch kim - IFPI AUT: Vàng - Anh: Bạc - Canada: 5× Bạch kim - Ý: Bạch kim - New Zealand: 2× Bạch kim                              | Some Nights           |
| "Carry On"                                                                        | 2012    | 20                       | 7                        | 2                        | 44                       | —                        | 18                       | 46                       | 26                       | 28                       | 126                      | - Mỹ: 2× Bạch kim - Canada: Bạch kim - Ý: Vàng - New Zealand: Vàng                                                                                          | Some Nights           |
| "Why Am I the One"                                                                | 2013    | —                        | —                        | —                        | 57                       | —                        | —                        | —                        | —                        | —                        | 169                      | | Some Nights           |
| "All Alone"                                                                       | 2013    | —                        | —                        | —                        | —                        | —                        | —                        | —                        | —                        | —                        | —                        | | Some Nights           |
| "Sight of the Sun"                                                                | 2014    | —                        | —                        | —                        | —                        | —                        | —                        | —                        | —                        | —                        | —                        | | Girls, Vol. 1         |
| "—" denotes a recording that did not chart or was not released in that territory. |         |                          |                          |                          |                          |                          |                          |                          |                          |                          |                          | |                       |

## Video ca nhạc
| Ca khúc                                           | Năm  | Đạo diễn            |
| ------------------------------------------------- | ---- | ------------------- |
| "All the Pretty Girls"                            | 2009 | Isaac Rentz         |
| "Walking the Dog"                                 | 2010 | Skinny              |
| "We Are Young" (có sự tham gia của Janelle Monáe) | 2011 | Marc Klasfeld       |
| "Some Nights (Intro)"                             | 2012 | Poppy de Villanueve |
| "Some Nights"                                     | 2012 | Anthony Mandler     |
| "Carry On"                                        | 2012 | Anthony Mandler     |
| "One Foot"                                        | 2013 | Mister Whitmore     |
| "Why Am I the One"                                | 2013 | Jordan Bahat        |